# Блищадь
Бли́щадь —  село в Україні, у Клішковецькій громаді Дністровського району Чернівецької області. Населення становить 134 осіб.

## Історія
Рік утворення села датується 1890 роком.
В 1991 р. село входить в склад незалежної України.

## Населення

### Мова
Розподіл населення за рідною мовою за даними перепису 2001 року:
| Мова       | Кількість | Відсоток |
| ---------- | --------- | -------- |
| українська | 134       | 100%     |

## Відомі особистості
В селі народився:
- Юрков Іван Михайлович (* 1944) — український художник. Заслужений художник України.